# Махненко, Александр Харитонович
Александр Харитонович Махненко (иногда Антон; 31 октября 1925, Москва — 16 марта 1972, там же) — советский юрист, специалист по государственному праву; доктор юридических наук (1963), профессор и заведующий кафедрой государственного права ВЗЮИ; почетный доктор юридических наук Краковского университета. Кавалер ордена Славы III степени.

## Биография
Александр Махненко родился 31 октября 1925 года в Москве; после окончания Второй мировой войны он сдал экзамены за 10-й класс средней школы (экстерном) и в 1946 году стал студентом Московского государственного юридического института, откуда выпустился в 1950 (с отличием). В 1953 году он защитил кандидатскую диссертацию по теме «Государственный строй Польской Народной Республики» — стал кандидатом юридических наук. За военные заслуги был награждён орденом Славы III степени и рядом медалей.
В сентябре 1953 года Махненко начал преподавать во Всесоюзном юридическом заочном институте (ВЮЗИ): сначала в должности старшего преподавателя на кафедре советского государственного права; впоследствии он стал доцентом; в тот период исполнял обязанности заведующего кафедрой и стал полноправным заведующим. В 1963 году он успешно защитил докторскую диссертацию по теме «Развитие основных институтов системы представительных органов государственной власти Польской Народной Республики» — стал доктором юридических наук. В следующем году ему было присвоено звание профессора. Несколько лет спустя Махненко получил от Краковского университета в Польше звание почетного доктором юридических наук. Скончался 16 марта 1972 года.

## Работы
Александр Махненко специализировался на проблемах государства и права социалистических стран, включая страны Восточной Европы:
- «Государственный строй Польской Народной Республики» (М., 1963);
- «Основные институты государственного права европейских стран народной демократии». Учебное пособие (М., 1964);
- «Государственное право зарубежных социалистических стран». Учебник (М., 1970);
- «Верховные органы народного представительства социалистических стран» (М., 1972);
- Лепешкин А. И., Махненко А. Х., Щетинин Б. В. О понятии, предмете и источниках государственного права // Правоведение. 1965. № 1[2].